# (1141) Bohmia
(1141) Bohmia es el asteroide número 1141, en el cinturón principal. Fue descubierto por el astrónomo Max Wolf desde el observatorio de Heidelberg, el 4 de enero de 1929. Su designación alternativa es 1930 AA. Está nombrado en honor de Katharina Bohm-Waltz.